# Giuseppe Maria Castelli
Giuseppe Maria Castelli (Milão, 4 de outubro de 1705 - Roma, 9 de abril de 1780) foi um cardeal do século XVIII

## Biografia
Nasceu em Milão em 4 de outubro de 1705. De família nobre. Terceiro filho do Marquês Francesco Castelli e Lodovica Messerati. Os outros irmãos eram Giovanni Francesco, Carlo e Camillo.
Estudou no Collegio San Carlo , Modena, 1715; e na Pontifícia Academia dos Nobres Eclesiásticos, Roma, 1724.
Referendário do Tribunal da Assinatura Apostólica de Justiça e da Graça final prelado doméstico de Sua Santidade, 26 de junho de 1739. Relator da SC do Bom Governo, 1741-1744. Eleitor do Tribunal da Assinatura Apostólica de Justiça desde outubro de 1744. Prelado da SC do Conselho Tridentino e relator da SC da Imunidade Eclesiástica, dezembro de 1751. Consultor da SC do Índice, setembro de 1753; e do Santo Ofício, dezembro de 1754. Preceptor geral do arqui-hospital de S. Spirito in Sassia, Roma, julho de 1758-1759.
Criado cardeal sacerdote no consistório de 24 de setembro de 1759; recebeu o chapéu vermelho em 27 de setembro de 1759; e o título de S. Alessio, 19 de novembro de 1759. Atribuído à SS. CC. do Santo Ofício, Conselho Tridentino, Propaganda Fide, Exame dos Bispos, Índice e Disciplina dos Regulares. Visitador apostólico de Montis Pietatis de Roma, 24 de abril de 1760. Abade commendatario de Ss. Pietro e Paolo, Viboldone, junho de 1762. Prefeito da SC de Propaganda Fide, 26 de abril de 1763 até sua morte. Camerlengo do Sacro Colégio dos Cardeais, 27 de janeiro de 1766 até 16 de fevereiro de 1767. Prefeito de estudos da SC de Propaganda Fide de outubro de 1767. Participou do conclave de 1769, que elegeu o Papa Clemente XIV. Participou do conclave de 1774-1775, que elegeu o Papa Pio VI. Era amigo de Santo Afonso Maria de' Liguori . Foi protetor do Collegio Apostolico de' Sacerdoti a Ponte Sisto ; da igreja nacional e confraria de Ss. Carlo e Ambrogio do Milanese; da Academia Teológica, Roma; das cidades de Narni, Piperno e Civita Castellana; e dos ospedali de Perugia, Spoleto, Narni e Viterbo.
Morreu em Roma em 9 de abril de 1780. De acordo com seu testamento, ele foi exposto na igreja de Ss. Ambrogio e Carlo al Corso, onde o funeral ocorreu no dia 12 de abril seguinte; e sepultado nessa mesma igreja, conforme seu testamento.